# Катунские ледники
Катунские ледники — ледники в России, находятся на территории Усть-Коксинского района Республики Алтай.
Располагаются на южном склоне горы Белуха на высотах 1970-4200 метров над уровнем моря между ледниками Чёрным и Большим Барельским. Состоят из трёх основных языков: западного (ледник Западный), центрального и восточного, известного как ледник Геблера, и их притоков. По иным сведениям, ледником Геблера именуется совокупность центрального и восточного языков, разделённых Раздельным гребнем.
Ледник Геблера имеет 4 левых притока, спускающихся с катунско-берельского водораздела. Также выше ледника Западного лежит ещё один ледник, спускающийся четырьмя языками, два из которых направлены к леднику Геблера, а два других — к Западному. На рубеже XIX—XX веков ледники составляли единый массив (по данным экспедиции В. В. Сапожникова). Ледники являются истоком реки Катунь.
Первым исследователем, достигшим ледников, был Ф. В. Геблер. Его экспедиция датируется 1834 годом.